# Giovanni Tassoni
Giovanni Tassoni (Viadana, 1º marzo 1905 – Villafranca di Verona, 18 marzo 2000) è stato un antropologo italiano.
Folklorista, scrittore, pubblicista mantovano. Compì gli studi magistrali a Milano e a Crema. Studiò lingue e letterature straniere all'Università di Venezia. 
Fu insegnante di italiano nella Svizzera tedesca e agente consolare a Sciaffusa negli anni Trenta. Dopo la Seconda guerra mondiale si trasferì a Verona come insegnante elementare. 
Agli inizi degli anni Cinquanta si dedicò per impulso del folklorista romagnolo Paolo Toschi agli studi di folklore mantovano e lombardo. 
Si occupò anche della cultura tradizionale delle minoranze germaniche delle Alpi meridionali, i cosiddetti Cimbri. 
Collaborò a numerose riviste di antropologia e folklore: Lares, Rivista di Etnografia, Quaderni di Antropologia, Terra Cimbra, In Rumagna.
Partecipò a convegni nazionale e internazionali.
Fu autore di centinaia di saggi e di una decina di volumi.
Era membro effettivo della Accademia Nazionale Virgiliana, della Deputazione di Storia Patria per le Antiche Province Modenesi, della Societé Internationale de Ethnologie et de Folklore, del Curatorium Cimbricum Veronense.